# Myriam Royón
Myriam Royón (1948), es una deportista y taekwondista uruguaya. 
Campeona mundial de Taekwondo en 2010.
Fue tapa de la Revista Galería del semanario Búsqueda.
En septiembre de 2020, participa del programa televisivo MasterChef Celebrity Uruguay en Canal 10.